# Le Voyageur secret
Le Voyageur secret (titre original : The Secret Pilgrim) est un roman d'espionnage britannique de John le Carré, publié en 1990. 

## Résumé
En semi-retraite depuis son précédent poste au Cirque, un service secret britannique, l'agent secret vieillissant Ned est devenu professeur à la "nursery" de Sarratt, dans le Hertfordshire, où sont formés les futurs espions. À l'occasion d'une conférence, il invite George Smiley, le célèbre agent à la retraite, à rencontrer ses élèves et à les faire profiter de ses expériences. Smiley accepte avec joie et les discours qu'il adresse aux jeunes gens replongent Ned dans les souvenirs de sa propre carrière. Il rappelle ses premières missions : comment, fraîchement sorti de Sarratt dans les années 1960, il a été chargé de la surveillance d'une riche princesse du Moyen-Orient et l'a crue à tort en danger; comment il a aidé George Smiley à retrouver son meilleur ami Ben, en fuite de son poste à Berlin après avoir accidentellement brûlé ses réseaux. 
Puis Ned en vient à des opérations plus récentes : sa collaboration avec un groupe d'espions estoniens mené par un capitaine au long cours et qui connaîtra une issue tragique; sa rencontre avec une jeune allemande emprisonnée pour terrorisme en Israël, sa confrontation avec un ancien espion hollandais, Hansen, fait prisonnier par les Khmers rouges qui a miraculeusement échappé à son sort et se dévoue maintenant à sa fille adolescente, devenue prostituée; et son interrogatoire d'un jeune employé de la section du codage, devenu agent double pour l'URSS. Au fil de ses réminiscences, Ned met en évidence ses rencontres fréquentes avec Smiley (il raconte notamment comment son mentor a charitablement menti à des parents en deuil sur l'appartenance de leur fils, jeune délinquant, au Cirque) ainsi que les différentes femmes qui ont marqué son existence : Stéphanie, la meilleure amie de Ben, Bella, la petite amie du capitaine estonien, Mabel, sa future épouse, et Monica et Sally, deux aventures extraconjugales. Il évoque son renvoi de la Maison Russie après la mission de Barley Blair en URSS (racontée par l'auteur dans La Maison Russie), ses entrevues avec des personnages importants du Cirque comme Peter Guillam, Toby Esterhase, Bill Haydon, Leonard Burr et Harry Palfrey, et sa décision présente de se retirer définitivement du Service. 
À la fin des conférences, George Smiley donne son avis personnel sur le monde en devenir de l'après-guerre froide et quitte pour la dernière fois l'univers de l'espionnage. Quant à Ned, il est chargé d'une ultime mission par Burr : celle de persuader un riche homme d'affaires jadis recruté par Percy Alleline, Bradshaw, de cesser des ventes d'armes en Serbie et en Afrique centrale. Bradshaw revendique ses positions avec un cynisme qui font de lui, dans l'esprit de Ned, l'incarnation d'un capitalisme inhumain et sans scrupules. Dans les dernières pages du roman, le héros a bien pris sa retraite et vit à la campagne avec son épouse.